# Moab (Utah)
Moab ist eine Stadt (mit dem Status „City“) und Verwaltungssitz des Grand County im US-Bundesstaat Utah. Das U.S. Census Bureau hat bei der Volkszählung 2020 eine Einwohnerzahl von 5.366 ermittelt.

## Geografie

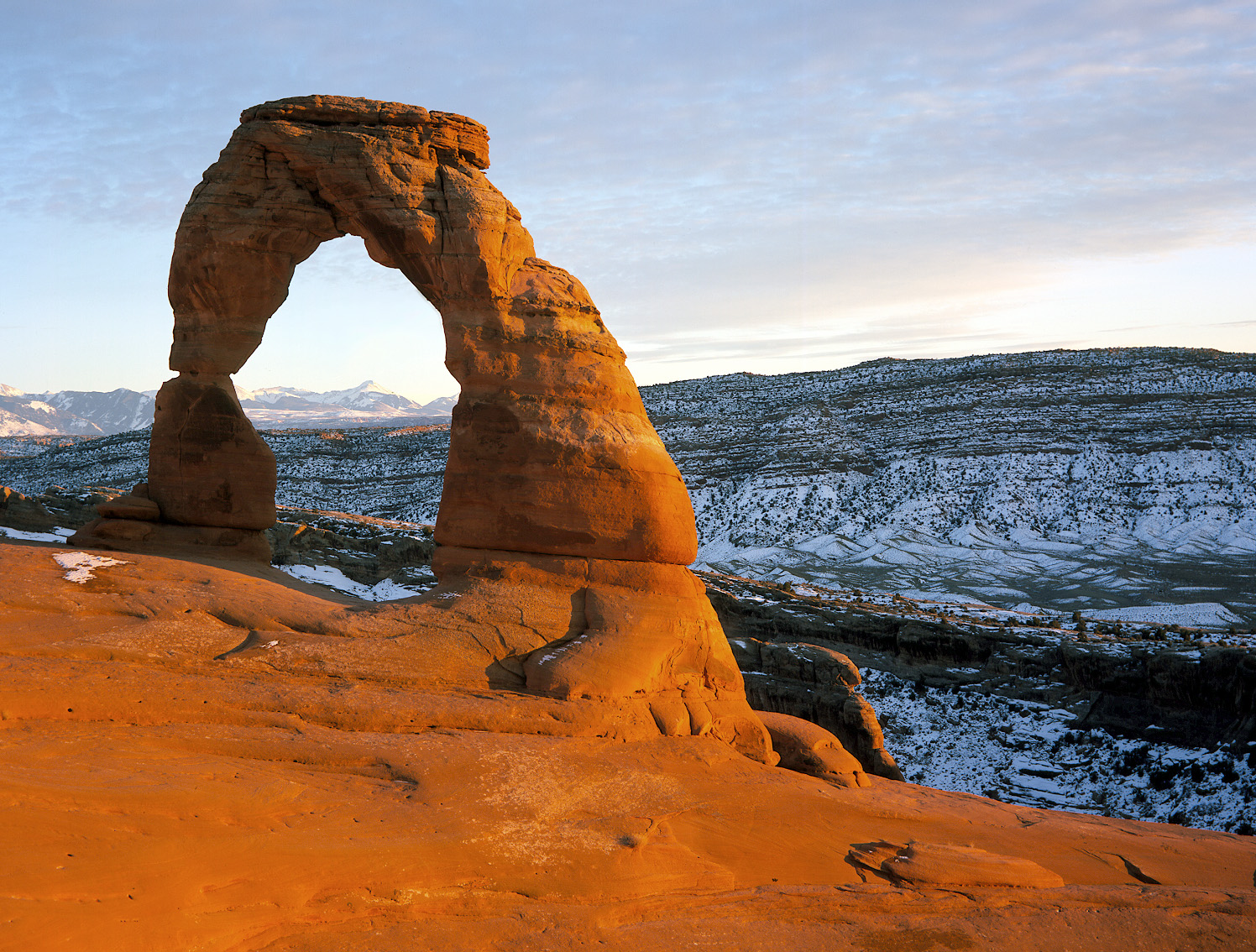
Im Arches-Nationalpark bei Moab

Moab liegt am Colorado River in einer Höhe von 1227 m über dem Meeresspiegel auf dem Colorado-Plateau. Die Stadt bedeckt eine Fläche von 9,4 km².
In der Nähe befinden sich der Arches-Nationalpark, der Canyonlands-Nationalpark und der kleine Dead Horse Point State Park. Östlich der Stadt befindet sich die Sand Flats Recreation Area, in der unter anderem der Slickrock Trail liegt. Weiterhin findet man etwa 30 Meilen südlich der Stadt, direkt an der US-191, den Wilson Arch.
Viele Motels und andere Unterkünfte sind auf Tagesbesucher der Nationalparks ausgerichtet. Der Tourismus ist ein wichtiger Wirtschaftszweig des Ortes.
Nachbarorte von Moab sind Spanish Valley (14,7 km südöstlich) und Castle Valley (35,5 km nordöstlich).
Die nächstgelegenen Großstädte sind Utahs Hauptstadt Salt Lake City (376 km nordwestlich), Colorados Hauptstadt Denver (552 km ostnordöstlich) und Nevadas größte Stadt Las Vegas (736 km südwestlich).

## Verkehr
Der U.S. Highway 191 führt als Hauptstraße in Nordwest-Südost-Richtung als Hauptstraße durch Moab. Entlang des Colorado Rivers verläuft die Utah State Route 279 und kreuzt am nordwestlichen Stadtrand den US 191. Alle weiteren Straßen sind untergeordnete Landstraßen, teils unbefestigte Fahrwege sowie innerörtliche Verbindungsstraßen.
Für den Abtransport des in der am nordwestlichen Stadtrand gelegenen Cane Creek potash mine geförderten Kalisalzes unterhält die zur Union Pacific Railroad gehörende Cane Creek Subdivision eine Eisenbahnstrecke, auf der ausschließlich Güterzüge verkehren.
Mit dem Canyonlands Field befindet sich 29 km nordwestlich der Stadt ein kleiner Regionalflughafen, über den täglich Flugverbindungen nach Denver und Salt Lake City bestehen. Der nächste Großflughafen ist der 384 km nordwestlich gelegene Salt Lake City International Airport.

## Geschichte
Der Name Moab leitet sich vermutlich von der biblischen Landschaft Moab ab, wird aber auch scherzhaft als Akronym für Mormons, Ores, Artists und Bicycles gedeutet, womit die Aktivitäten des Umlandes der Stadt von der Vergangenheit bis in die Gegenwart beschrieben werden:
Gegründet wurde Moab von den Mormonen, anschließend wurden dort in Bergwerken Uranerze (englisch ore bedeutet Erz) abgebaut. Ab 1949 wurde die Gegend um Moab Drehort für zahlreiche Western und wurde „die ultimative Western-Location“. John Ford drehte dort Western-Klassiker wie Rio Grande, Wagon Master und Cheyenne. Es folgten weitere Filme anderer Regisseure, z. B. Der Mann mit den goldenen Colts, Indiana Jones und der letzte Kreuzzug und Thelma & Louise, sowie die HBO-Serie Westworld. Moab ist ein beliebtes Touristenziel geworden mit Mountainbike-Strecken und Natursport-Aktivitäten wie Geländewagen-Rundfahrten, Wildwasser-Rafting sowie geführten Motocross- und Quad-Touren.

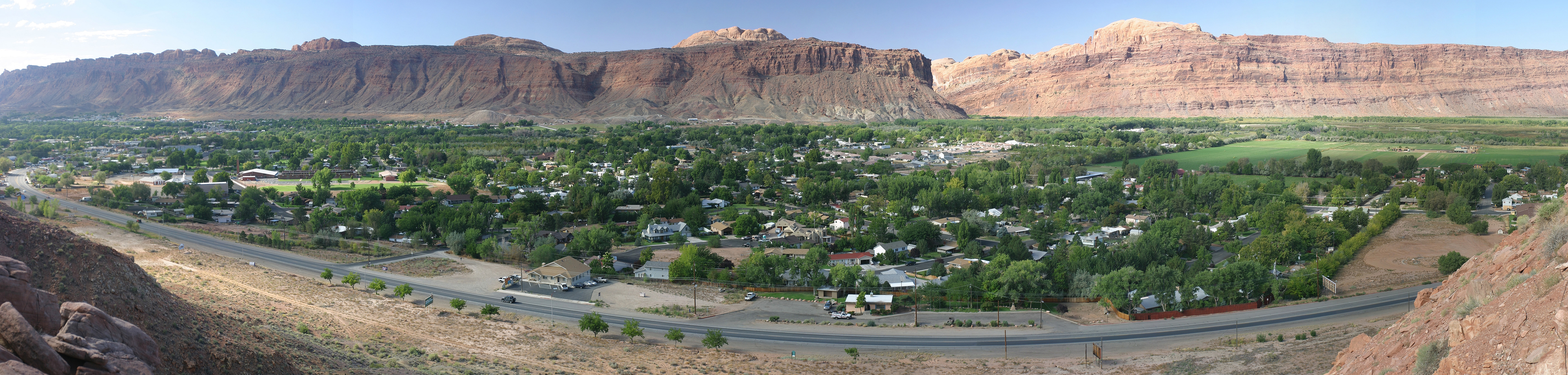
Panorama von Moab

## Bevölkerung
Nach der Volkszählung im Jahr 2010 lebten in Moab 5046 Menschen in 2109 Haushalten. Die Bevölkerungsdichte betrug 36,8 Einwohner pro Quadratkilometer. In den 2109 Haushalten lebten statistisch je 2,36 Personen.
Ethnisch betrachtet setzte sich die Bevölkerung zusammen aus 85,3 Prozent Weißen, 0,4 Prozent Afroamerikanern, 5,9 Prozent amerikanischen Ureinwohnern, 0,9 Prozent Asiaten, 0,1 Prozent Polynesiern sowie 5,5 Prozent aus anderen ethnischen Gruppen; 1,9 Prozent stammten von zwei oder mehr Ethnien ab. Unabhängig von der ethnischen Zugehörigkeit waren 12,8 Prozent der Bevölkerung spanischer oder lateinamerikanischer Abstammung.
24 Prozent der Bevölkerung waren unter 18 Jahre alt, 63 Prozent waren zwischen 18 und 64 und 13 Prozent waren 65 Jahre oder älter. 50,5 Prozent der Bevölkerung waren weiblich.
Das jährliche Median-Einkommen eines Haushalts lag bei 38.820 USD. Das Pro-Kopf-Einkommen betrug 21.484 USD. 17,6 Prozent der Einwohner lebten unterhalb der Armutsgrenze.

## Bekannte Bewohner
- Jacques Boyer (* 1955), ehemaliger Radrennfahrer, geboren in Moab
- Alison Dunlap (* 1969), ehemalige Radrennfahrerin, lebt in Moab